# John Ferguson (politico)
John Ferguson (1777 – New York, 5 settembre 1832) è stato un politico statunitense, 52° sindaco di New York.